# Nobutoshi Hikage
Nobutoshi Hikage, né le 9 juillet 1956, est un judoka japonais évoluant dans la catégorie des moins de 78 kg.

## Carrière
Il est sacré champion d'Asie en 1981 à Jakarta puis champion du monde en 1983 à Moscou. 
Il est à nouveau médaillé d'or aux Championnats d'Asie de judo 1984 à Koweït et aux Championnats du monde de judo 1985 à Séoul.